# Incydent w Venlo
Incydent w Venlo – akcja niemieckiej tajnej służby Sicherheitsdienst (SD) przeprowadzona 9 listopada 1939 roku w przygranicznym mieście Venlo w Holandii, w wyniku której schwytano dwóch brytyjskich agentów Secret Intelligence Service (SIS), majora Richarda Stevensa i kapitana Sigismunda Payne’a Besta. Byli oni najlepszymi funkcjonariuszami wywiadu, którzy posiadali obszerną wiedzę o siatkach szpiegowskich w Holandii i Niemczech. Ich aresztowanie spowodowało utratę tych siatek i poważne osłabienie brytyjskiego wywiadu.

## Wydarzenia przed 9 listopada 1939

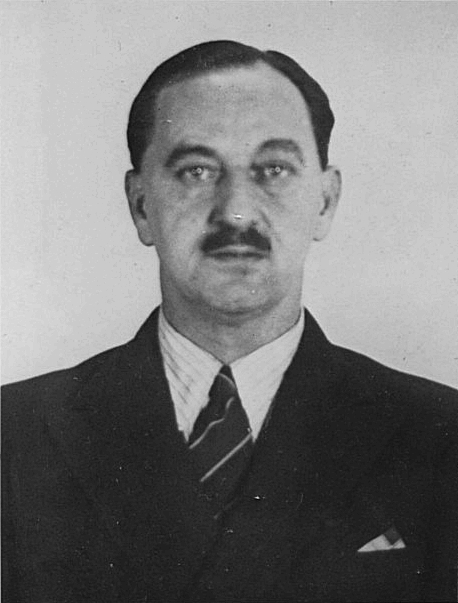
Major Richard Henry Stevens (1939)

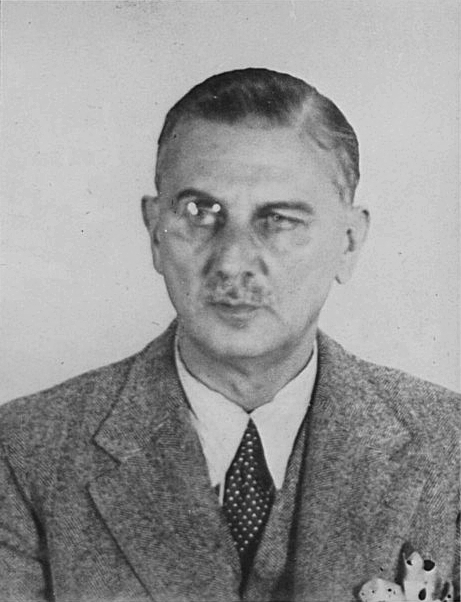
Kapitan Sigismund Payne Best (1939)

Szef Abwehry Wilhelm Canaris od kilku lat wysyłał swoich emisariuszy do nawiązania kontaktów z rządem brytyjskim. Jego wrogowie w strukturach władzy III Rzeszy, m.in. Heinrich Himmler, Reinhard Heydrich i Walter Schellenberg podejrzewali go o spiskowanie przeciwko führerowi, jednakże nie mieli wystarczających dowodów jego zdrady. Nie mogli otwarcie wystąpić przeciwko szefowi Abwehry, gdyż ten mógł oskarżyć ich o psucie jego operacji wywiadowczych i kontrwywiadowczych.
Schellenberg w marcu 1938 roku, po jednym ze spotkań z Himmlerem, postanowił – idąc za przykładem Canarisa – wysłać swoich tajnych współpracowników do rokowań z Brytyjczykami, którzy, udając członków opozycji antyhitlerowskiej, planowali rzekomo usunąć Hitlera ze szczytów władzy w III Rzeszy, próbując zdobyć jednocześnie przychylność, poparcie i pomoc ze strony administracji ówczesnego premiera Neville’a Chamberlaina. Prowadząc taką grę z Brytyjczykami, mógł liczyć na zdobycie dowodów zdrady Canarisa.
Jednym z łączników Schellenberga był dr Franz Fischer, niemiecki uchodźca, przebywający na emigracji w Paryżu od 1933 roku, który był agentem SD (F.479).
We wrześniu 1939 roku, przyszły szef SIS, Stewart Menzies wskazał na dwóch swoich najlepszych agentów – Stevensa i Besta – do nawiązania kontaktu z przedstawicielami opozycji antyhitlerowskiej. Ze strony niemieckiej na spotkaniu pojawili się funkcjonariusze SD (w tym Schellenberg) podający się za członków ruchu oporu. 
Do pierwszego spotkania doktora Fischera z kapitanem Bestem doszło 4 września 1939 roku. Fischer podczas spotkania wskazał na innego członka antyhitlerowskiej opozycji majora Luftwaffe Johannesa Travaglio alias ‘Solms’. Fischer zaaranżował spotkanie Besta z Travaglio w połowie września, do następnego doszło 24 września.
W październiku Stevens zameldował swojemu szefowi, że Fischer zorganizował spotkanie z dwoma niemieckimi oficerami w holenderskiej nadgranicznej miejscowości.
17 października 1939 Best i Stevens spotkali się na granicy z dr. Fischerem, który oświadczył im, że za trzy dni (tj. 20 października, podawana jest również data 21 października w miejscowości Dinxperlo spotkają się z generałem Gustawem von Wietersheimem (w rzeczywistości był dowódcą XIV korpusu pancernego i nikt w Londynie nie wiedział o jego powiązaniach z opozycją antyhitlerowską).
Jednak tego dnia zamiast generała przybyło dwóch mężczyzn, którzy przedstawili się jako pułkownik Seydlitz i pułkownik Grosch lub kapitan von Seydlitz i porucznik Grosch, agenci SD, von Salisch i Bernhard Christensen.
Następnie udali się najpierw do Zutphen, potem do Arnhem na wstępne rozmowy. Dla zachowania bezpieczeństwa Best i Stevens pozostali w kawiarni w Zupthen, zaś Dirk Klop i dr Fischer udali się na granicę po owych niemieckich wysłanników.
Obecność czterech mężczyzn w kawiarni wzbudziła ciekawość dwóch innych (niewtajemniczonych) holenderskich żołnierzy, którzy usiłowali usłyszeć, o czym oni mówią. Nie chcąc budzić większego zainteresowania, Best telefonicznie skontaktował się ze swoimi znajomymi w Arnhem, którzy udostępnili pomieszczenie w swoim domu (jadalnia z okrągłym stołem) dla przybyłych gości. W trakcie rozmów doszło do dziwnego zdarzenia, gdyż dom ten został otoczony przez policję i żandarmerię. Niemieccy wysłannicy przekonani byli, że to podstęp ze strony podejrzliwych holenderskich żołnierzy z kawiarni. W popłochu próbowali wyskakiwać przez okno, ale skutecznie zostali powstrzymani przez Stevensa. Klop odwołał żandarmów i policjantów. Wszyscy zasiedli do dalszych rozmów, ale Niemcy byli na tyle zdenerwowani, że nie mieli ochoty kontynuować rozmów. Ustalili termin następnego spotkania na dzień 25 października, przesunięty ostatecznie na 30 października, ponownie w Dinxperlo.
Według innej wersji, rankiem 21 października 1939 roku, kapitan (lub major) Schämmell alias Walter Schellenberg) i major Solms (Johannes Travaglio) udali się z Düsseldorfu do Zutphen na spotkanie brytyjskimi wysłannikami. Na granicy dosiadł się Best, w Arnhem zaś Stevens i towarzyszący mu major Coppens (podawany jest również stopień kapitana i porucznika), w rzeczywistości porucznik Dirk Klop. Według Besta (w książce The Venlo Incident) podawana jest data spotkania 25 października.
Podczas tej rozmowy dwaj agenci brytyjscy nabierali podejrzeń, że niemieccy spiskowcy mogą być agentami SD lub Gestapo. Swoje opinie przekazali do Londynu, ale premier Neville Chamberlain nakazał kontynuować negocjacje przy zachowaniu ostrożności.
Negocjacje w Arnhem trwały cały wieczór; dzień później Stevens przekazał Niemcom radiostację, terminarz pracy stacji nasłuchowej w Chiltern Hills pod Londynem, szyfry i kryptonim ON-4. Pierwsze szyfrogramy od Niemców nadeszły 4 listopada. Informowali oni Brytyjczyków, że ‘generał’ – miało oznaczać Gustawa von Wietersheima – przybędzie 9 listopada do „Cafe Backus” w Venlo.
Przed jednym ze spotkań (30 października) niemieccy wysłannicy zostali starannie sprawdzeni na posterunku w miasteczku Oorschot (lub Oorshot) w obecności holenderskiego oficera wywiadu, porucznika Dirka Klopa i kilku policjantów. Oorschot to również nazwisko generała Johana W. van Oorschota, szefa GS III, Niederländischer Geheimdienst, holenderskich służb specjalnych (wywiadu wojskowego). Tego dnia przybyli, znany już Anglikom, porucznik Grosch oraz pułkownik Martini i kapitan (major) Schaemmel (w rzeczywistości istniał prawdziwy kapitan Schaemmel, który nosił monokl i na czas trwających spotkań z Brytyjczykami został skierowany w podróż służbową po terenach wschodnich).
Porucznik Klop nie znalazł się na granicznym przejściu przypadkiem. Został przydzielony do tej operacji przez swojego szefa pułkownika van der Plassche, gdy brytyjski wywiad zgłosił się do holenderskiego z prośbą o pomoc w sprawdzeniu niemieckich wysłanników przybywających na tajne negocjacje i zapewnieniu bezpieczeństwa brytyjskim agentom.

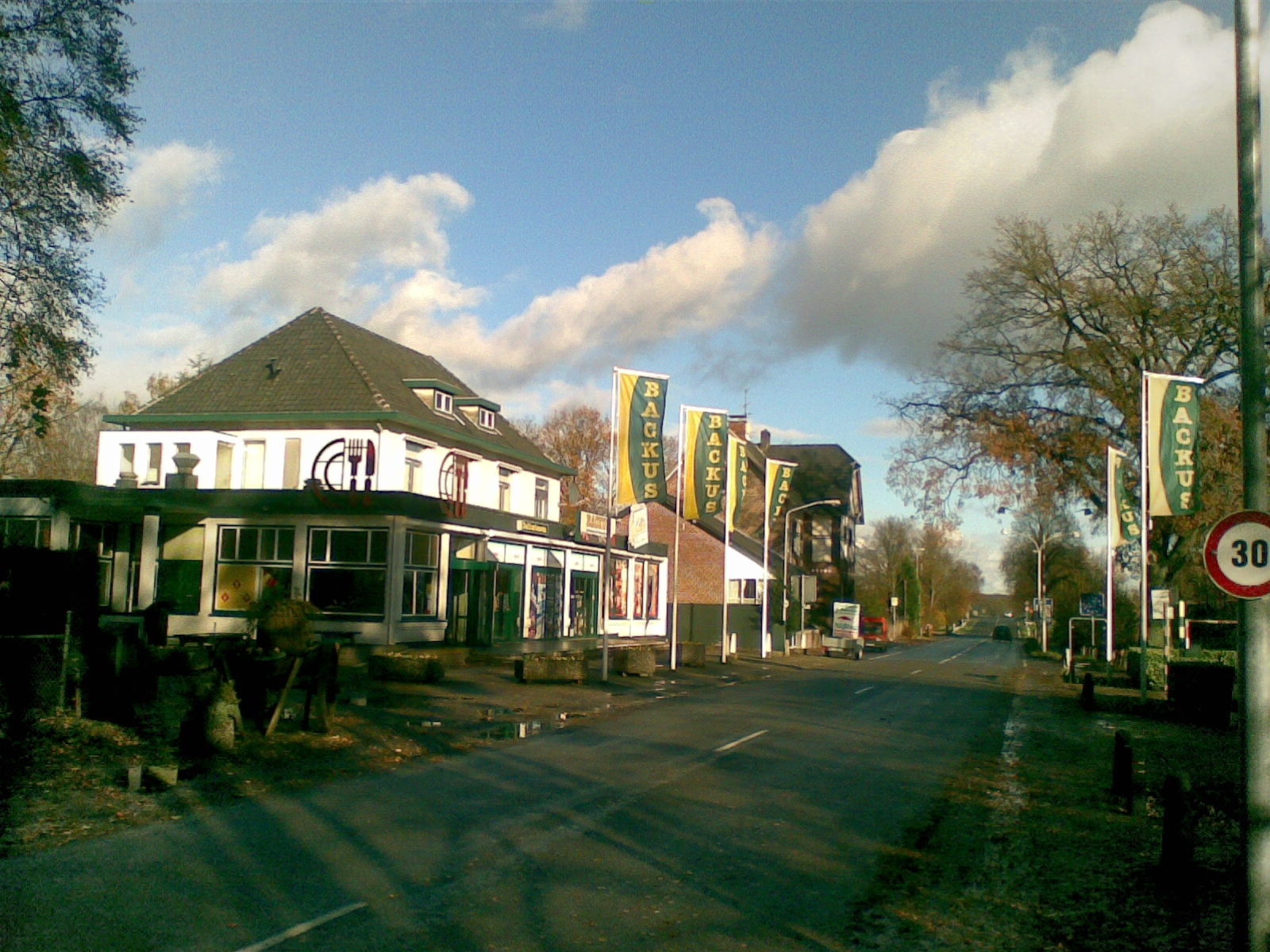
„Cafe Backus”, gdzie miało dojść do spotkania

Podczas kontroli okazało się, że mieli dokumenty na nazwiska: Schmmel, z korpusu transportowego, i Hausmann, kapitan z oddziału medycznego. Nie mieli broni, radiostacji i aparatury podsłuchowej.
Niemieccy wysłannicy doskonale maskowali swoją prawdziwą tożsamość. Byli to naprawdę: Walter Schellenberg (Schaemmel) i jego bliski przyjaciel profesor Max de Crinis (Hausmann) vel pułkownik Martini, lekarz ze szpitala Charité w Berlinie. Podczas kolejnych spotkań Brytyjczycy nabierali do Niemców zaufania.
Udali się wszyscy do Hagi na kolejną turę rozmów, przy okazji Niemcy poznali żonę Besta, do czego on się nie przyznawał w swoich pamiętnikach. Ustalili kolejny termin spotkania na 7 listopada w Venlo, podczas którego Best, Stevens i Schaemmel omówili sprawy zorganizowania przelotu ‘generała’ do Londynu i zapewnienia bezpieczeństwa całej operacji. Obecny był także porucznik Klop i Grosch. Schaemmel zapewniał Anglików, że na następne spotkanie (9 listopada, godz. 16:00, ta sama kawiarnia w Venlo) przyjedzie długo oczekiwany ‘generał’.  
Ostatecznie do schwytania dwóch agentów angielskich doszło na życzenie Adolfa Hitlera, który postanowił przerwać prowadzoną grę.
8 listopada 1939 w monachijskiej piwiarni „Bürgerbräukeller” doszło do nieudanego zamachu na życie führera, który był dziełem stolarza, Georga Elsera. Hitler połączył ten wydarzenia (zamach i negocjacje), sugerując, że są dziełem wywiadu brytyjskiego. Kontynuowanie tajnych negocjacji uznał za zbyt niebezpieczne. Himmler powiadomił telefonicznie Schellenberga o decyzji Hitlera.
9 listopada 1939 roku miało dojść do spotkania w kawiarni Café Backus położonej bezpośrednio przy granicy holendersko-niemieckiej. Z Düsseldorfu w kierunku granicy holenderskiej wyruszyła grupa 12 esesmanów, którymi dowodził Alfred Naujocks. To on miał schwytać agentów angielskich, którzy mieli stawić się o umówionej godzinie (14:00) w kawiarni. Sygnał do rozpoczęcia akcji miał wydać Schellenberg. Na brytyjskich oficerów czekali już Schellenberg i mówiący po holendersku dowódca SD Bernhard Christensen. W pobliżu, po stronie niemieckiej w samochodach czekali już członkowie Kidnapper-Kommando. 8 minut po 14:00 na ulicy pojawił się pojazd niebieski buick, a w nim czterech mężczyzn: Best, Stevens, porucznik Klop i kierowca Jan Lemmens. Jechali powoli, obserwując ulicę (podawana jest godzina 15:20 i niebieski Lincoln Zephyr). Zatrzymali się przy kawiarni. Stevens dostrzegł Schellenberga stojącego na tarasie kawiarni i machającego na powitanie – był to sygnał rozpoczęcia akcji. Gdy agenci brytyjscy zbliżali się do drzwi wejściowych rozpędzony samochód sforsował szlabany i zbliżył się do kawiarni. Brytyjczycy nawet nie zdążyli zareagować. W tym momencie ze strony niemieckiej ruszyły mercedesy, esesmani strzelali w powietrze, chcąc wywołać popłoch i panikę w szeregach holenderskiej straży granicznej. Broń zdążył wyciągnąć za to ich holenderski kompan Dirk Klop. Oddał on kilka strzałów w przednią szybę samochodu. Zatarasowali drogę ucieczki zdezorientowanym pasażerom buicka. Doszło do wymiany ognia, w której zginął porucznik Klop, zastrzelony przez Naujocksa (według innej wersji postrzelił się przypadkowo, zmarł w szpitalu w Düsseldorfie), zaś esesmani wywlekli z auta dwóch angielskich agentów, zakuli ich w kajdanki, po czym wywieźli jednym z mercedesów (na biegu wstecznym) do niemieckiej granicy.
Naujocks uprowadził Besta, Stevensa i Klopa do auta i udał się z nim przez granicę do Düsseldorfu. Klop zmarł następnego dnia w wyniku ran postrzałowych. Z kolei pozostała dwójka zawieziona została do Berlina, gdzie zostali przesłuchani. Naujocks i inni uczestniczący w porwaniu zostali odznaczeni Krzyżem Żelaznym.
Besta, Stevensa i towarzyszącego im holenderskiego kierowcę Lemmensa (zwolniony z więzienia w październiku 1940 roku) tego samego dnia przewieziono do kwatery Gestapo na Prinz Albrechtstrasse w Berlinie. Tam najpewniej obaj agenci zdradzili wiele tajemnic brytyjskich tajnych służb, m.in. nazwiska rezydentów w Europie Zachodniej i Środkowej i agentów w Niemczech.
Nie wiadomo, czy Best i Stevens znali nazwiska niemieckich generałów prowadzących działalność spiskową przeciwko Hitlerowi. Akta z ich zeznaniami zostały przejęte w końcu wojny przez aliantów, lecz do dzisiaj nie zostały ujawnione.
Obaj agenci w czasie wojny byli więzieni w niemieckich obozach koncentracyjnych i zostali uwolnieni przez wojska amerykańskie w maju 1945 roku.
Od incydentu w Venlo wywiad angielski traktował z nieufnością każdego Niemca, który twierdził, że należy do antyhitlerowskiego spisku.
W Kancelarii III Rzeszy Hitler osobiście podziękował esesmanom, którzy dokonali porwania, i odznaczył ich Krzyżami Żelaznymi.

## Audycje radiowe
- Sensacje XX wieku w Radiu Zet, Incydent w Venlo